# Camponotus molossus
Camponotus molossus är en myrart som beskrevs av Auguste-Henri Forel 1907. Camponotus molossus ingår i släktet hästmyror, och familjen myror. Inga underarter finns listade.